# 志布隆夫
志布 隆夫（しふ たかお、1950年（昭和25年）9月10日 - ）は、日本の政治家。山形県村山市長（3期）。

## 経歴
1950年9月10日に生まれる。中央大学経済学部卒業。1975年に村山市職員となり、選挙管理委員会事務局長、保険課長、財政課長、総務課長、福祉事務所長などを歴任した。

### 2009年村山市長選挙
2009年5月31日付で市役所を退職し、6月5日に立候補表明した。8月30日の選挙で自民党・公明党の推薦を受けたが、現職の佐藤清に敗れた。
※当日有権者数：22,957人 最終投票率：80.82%（前回比：-0.34pts）
| 候補者名 | 年齢 | 所属党派 | 新旧別 | 得票数  | 得票率 | 推薦・支持             |
| -------- | ---- | -------- | ------ | ------- | ------ | ---------------------- |
| 佐藤清   | 65   | 無所属   | 現     | 9,581票 | 52.1%  | -                      |
| 志布隆夫 | 58   | 無所属   | 新     | 7,846票 | 42.7%  | 自由民主党・公明党推薦 |
| 井沢秋雄 | 67   | 無所属   | 新     | 957票   | 5.2%   | -                      |

### 2013年村山市長選挙
2013年9月1日の村山市長選挙に立候補して、今度は現職の佐藤清を破り雪辱を果たした。
※当日有権者数：22,002人 最終投票率：71.41%（前回比：-9.41pts）
| 候補者名 | 年齢 | 所属党派 | 新旧別 | 得票数  | 得票率 | 推薦・支持             |
| -------- | ---- | -------- | ------ | ------- | ------ | ---------------------- |
| 志布隆夫 | 62   | 無所属   | 新     | 8,584票 | 55.0%  | 自由民主党・公明党推薦 |
| 佐藤清   | 69   | 無所属   | 現     | 7,014票 | 45.0%  | -                      |

2017年8月27日、無投票で再選を果たした。

### 2021年村山市長選挙
2021年9月5日の村山市長選挙に3選を目指して立候補し、前市議の小山大地を破り3選を果たした。
※当日有権者数：19,796人 最終投票率：59.65%（前回比：-pts）
| 候補者名 | 年齢 | 所属党派 | 新旧別 | 得票数  | 得票率 | 推薦・支持             |
| -------- | ---- | -------- | ------ | ------- | ------ | ---------------------- |
| 志布隆夫 | 70   | 無所属   | 現     | 9,418票 | 80.9%  | 自由民主党・公明党推薦 |
| 小山大地 | 29   | 無所属   | 新     | 2,221票 | 19.1%  |                        |